# Парасоціальні стосунки
Парасоціальні стосунки — феномен, при якому звичайний користувач сучасних медіа (як правило, телебачення та соціальних мережі) починає формувати близькі стосунки з медійною особистістю. Такі стосунки односпрямовані, формуються навіть в умовах обмеженої прямої міжособистісної комунікації з медійною персоною та дослідниками психології масової комунікації описуються як ілюзорні, тому що медійна особистість, залучена до парасоціальних стосунків з користувачем медіа, може не знати про його існування.
Найчастіше термін використовується для опису односпрямованих стосунків між користувачем медіа та знаменитістю, проте парасоціальні стосунки можуть формуватися між людиною та персонажем із книги, фільму чи телевізійної передачі, який ніколи не існував у реальності.

## Історія введення терміну
Термін «парасоціальна інтеракція» був запроваджений антропологом Дональдом Ортоном та соціологом Річардом Волом у 1956 році для опису психологічної прихильності, яку глядачі телевізійних програм відчувають до персонажів, що беруть участь у них: наприклад, ведучих ток-шоу, акторів, співаків, знаменитостей і так далі.
Schmid & Klimmt стверджують, що формування парасоціальних стосунків є наслідком парасоціальної інтеракції, в рамках якої після довгого «спілкування» людини з медійною особистістю вона починає відчувати до неї дружні чи романтичні почуття, тобто формує з нею стосунки, хай і односпрямовані. Позитивна інформація, отримана ініціатором стосунків з мережі, результує в інтерес і потяг до неї, що з часом переростає в появу ілюзії інтимності, близькості або дружби, яка лише зміцнюється після спостереження людиною за обраною медійною особистістю через соціальні мережі або екран телевізора.

## Психологічні наслідки перебування у парасоціальних стосунках
Парасоціальні стосунки можуть виникнути на будь-якому етапі життя людини, у тому числі в дитинстві, проте апогею розвитку вони досягають у підлітковому віці ініціатора чи дорослості. Вважається, що дівчата-підлітки та жінки більш схильні до їх набуття.
Люди, що страждають самотністю, частіше вступають у парасоціальні стосунки. Для деяких людей парасоціальні стосунки стають настільки значущою частиною життя, що замінюють реальні стосунки, які могли б сформуватися зі звичайними людьми. Зрозуміло, це призводить до наслідків ініціатора, причому як до негативних, і до позитивних.

### Позитивні наслідки

#### Формування ідентичності
Діти вчаться на рольових моделях медіа, формуючи свою поведінку та норми, про що свідчать дослідження, які узгоджуються з соціально-когнітивною теорією Бандури. Дослідження Синтії Хоффнер, проведене серед дітей 7-12 років, виявило сильну кореляцію між статтю улюблених персонажів і статтю дитини. Спостерігалася "бажана ідентифікація" в парасоціальних стосунках, коли хлопчики надавали перевагу інтелекту, а дівчатка - привабливості персонажів. Парасоціальні взаємодії, особливо привабливі для підлітків у період формування ідентичності, надають ідеалізовані фігури для повного прийняття. Відсутність реального контакту уможливлює позитивну соціальну взаємодію без реальних ризиків. Дослідження Роузен і Діббл виявили позитивну кореляцію між реалістичністю улюблених телевізійних персонажів і міцністю парасоціальних стосунків. Були виявлені вікові відмінності: старші діти віддають перевагу більш реалістичним персонажам. Загалом, медіа пропонують можливості для навчання та соціальної взаємодії, що є особливо важливим у підлітковому віці.

#### Соціальне навчання
Малюки часто формують парасоціальні стосунки з теле- і кіногероями, беручи участь у "псевдорозмовах" і створюючи односторонні зв'язки. Дитячі шоу, такі як «Дора-мандрівниця», де герої звертаються до глядачів, сприяють встановленню таких зв'язків. Дослідження показують, що діти краще вчаться, коли отримують інформацію через персонажів, з якими вони пов'язані парасоціальними зв'язками. Міцність цих зв'язків, як дослідила Сандра Л. Калверт, впливає на результати навчання. Дослідження за участю 21-місячних дітей показало, що вони краще засвоюють інформацію від соціально значущих персонажів, таких як Елмо, порівняно з менш відомими. Персоналізація, що спостерігалася в дослідженні з ляльками Скаут і Вайолет, підвищила інтерес дітей до персоніфікованих персонажів, їхнє ставлення до них і навчання з ними. Отримані дані свідчать про те, що сприйнята схожість посилює залученість дітей, сприяючи розвитку парасоціальних стосунків і покращуючи навчання на екрані.

### Негативні наслідки

#### Агресія
Дослідження Керена Еяла та Алана М. Рубіна зосередилося на впливі агресивних телевізійних персонажів на глядачів. Використовуючи соціальну когнітивну теорію, дослідження виявило, що більш агресивні глядачі, швидше за все, ідентифікують себе з агресивними персонажами і розвивають з ними парасоціальні стосунки. Парасоціальна взаємодія, пов'язана з теорією психологічної прив'язаності, демонструє ефекти, подібні до розриву реальних стосунків. Джонатан Коен виявив, що люди з більш високим рівнем тривожності, пов'язаної зі споживанням медіа, більше схильні до парасоціальних стосунків.

#### Парасоціальне розставання
Коли парасоціальні стосунки розпадаються (наприклад, коли персонаж зникає з ефіру), медіа-споживачі відчувають стрес, подібний до реальних стосунків, хоча він, як правило, слабший. Дослідження під час страйку письменників 2007-2008 років, проведене Латером і Мойєр-Гузе, також вивчало тимчасові парасоціальні розставання, виявляючи різні рівні емоційного дистресу. Ці висновки підкреслюють разючу схожість між парасоціальними та реальними стосунками.

#### Образ тіла
Нещодавні дослідження заглибилися у вивчення впливу парасоціальних стосунків на образ тіла та самосприйняття. Дослідження за участю учнів 7 та 8 класів показало, що вплив ЗМІ негативно впливає на образ тіла, а парасоціальні стосунки та залучення до самопорівняння з персонажами посилюють ці ефекти. Було виявлено викривлене реальне чи ідеальне сприйняття образу тіла та самосприйняття. Інше дослідження вивчало парасоціальні стосунки між чоловіками та супергероями і виявило значний вплив на образ тіла, особливо у випадку з м'язистими супергероями. Наявність б'юті-фільтрів у соціальних мережах також вплинула на образ тіла користувачів: лише у Facebook протягом першого року було використано понад 1,2 мільйона фільтрів.

## Наслідки для медійної особи
Більшість досліджень парасоціальних стосунків нині присвячені вивченню їхнього впливу на життя їхніх ініціаторів, тобто публіки. Однак із проблемами стикаються не тільки вони: через неадекватний потяг фанатів страждають у тому числі й самі зірки кіно та музики, стикаючись з погрозами, публічними засудженнями в мережі або відкритою фізичною жорстокістю. Наприклад, у 2015 році невідома жінка проникла в будинок до співака Кріса Брауна, збираючи речі для ритуалу вуду, у 2012 році чоловік найняв кілерів для того, щоб каструвати співака Джастіна Бібера через те, що той не відповідав на його листи, у 2014 фанат вломився в будинок актриси Сандри Буллок, бо вважав себе її чоловіком, у 2013 чоловік стягнув співачку Beyonce зі сцени під час концерту в Бразилії.
Ще більш поширеною проблемою, яку спричиняють парасоціальні стосунки, це переслідування в мережі чи житті. У 2003 році японець Масахіко Шизава переслідував співачку Брітні Спірс протягом 3 місяців і посилав їй листи, де розповідав про це, у 2011 році Томас Броднікі переслідував співачку Селену Гомес і погрожував їй розправою, у 2017 році Марсель Портер намагався проникнути в будинок моделі Джіджі Хадід і залишав їй повідомлення про їхніх спільних передбачуваних дітей.
У Південній Кореї навіть з'явився спеціальний термін, який описує фанатів, які переслідують своїх улюблених виконавців корейської поп-музики — сасени.

## Критика
На даний момент більшість досліджень вивчали парасоціальну інтеракцію як феномен, при якому в ініціатора до медійної особистості з'являються виключно дружні почуття: це обмеження як у теоретичному, так і в практичному плані, оскільки якщо досліджувати цей феномен як початок романтичних стосунків, можна допомогти тим, хто опинився в них.
Ба більше, вважається, що парасоціальні стосунки можуть виникнути лише з тими персонажами, які подобаються ініціаторам, проте 2010 року дослідники опитали глядачів серіалу «Загублені» і з'ясували, що цей феномен виникає як із позитивними, так і негативними персонажами.